# مجلس شيوخ كنتاكي
مجلس شيوخ كنتاكي (بالإنجليزية: Kentucky Senate)‏ هو مجلس شيوخ ولاية كنتاكي الأمريكية، وهو المجلس الأعلى في جمعية كنتاكي العامة.

## طالع أيضًا
- جمعية كنتاكي العامة